# Éliane Karp
Pour les articles homonymes, voir Karp.
Eliane Karp, née le 24 septembre 1953 à Paris, est une anthropologue de nationalités belge, israélienne, américaine et péruvienne.

## Biographie
Eliane Karp est née le 24 septembre 1953 à Paris. Son père, Charles Karp, est né en Pologne et sa mère, Eva Fernenbug, est née en Belgique.
Elle obtient un diplôme au lycée français de Bruxelles.
Elle intègre l'université hébraïque de Jérusalem, où elle obtient un Bachelor of Arts en anthropologie spécialisée dans les études latino-américaines. Elle obtient aussi une maîtrise des arts en anthropologie à université Stanford. Elle suit également des études doctorales en anthropologie à Stanford.
Elle participe à des cours sur les communautés autochtones à l'université nationale autonome du Mexique, et entreprend des études supérieures en anthropologie et développement économique à l'université pontificale catholique du Pérou.
En 1980, elle commence à travailler pour des organisations internationales telles que l'OEA, l'UNICEF et le PNUD, où elle mène des études de mesure d'impact pour des projets de développement sur les populations autochtones.
En novembre 1987, elle commence à travailler pour la Banque mondiale à Washington en tant que chargée de projets pour l’Amérique latine et l’Afrique, fonction qu'elle occupe jusqu’en 1992.
Elle a vécu à Tel Aviv, où il a été directeur[Qui ?] de la division internationale de la Banque Leumi.
Elle a été professeure auxiliaire à la Elliott School of International Affairs de l'université George-Washington. Elle est également professeure invitée et chercheuse invitée au département d'anthropologie de l'université Stanford.
Recherchée au Pérou pour une affaire de détournement de fonds et de blanchiment d'argent, elle prend la fuite en mai 2023 vers Israël, pays qui n'a pas d'accord d'extradition avec le Pérou et dont elle possède la nationalité.

## Vie privée
Elle est l'épouse de l'ancien président du Pérou Alejandro Toledo et est donc entre 2001 et 2006 Première dame du Pérou.

## Publications
- Karp de Toledo, Eliane. Los pueblos indígenas en la agenda democrática: Estudios de caso de Bolivia, Ecuador, México y Perú. Corporación Andina de Fomento, 2006.
- Karp de Toledo, Eliane: Allin Kausaynapaq, Interculturalidad y participación: Para vivir mejor con nosotros mismos. Office of the First Lady of the Nation. Lima, May 22, 2006.
- Karp de Toledo, Eliane: La Diversidad Cultural y los ciudadanos del Sol y La Luna – Propuestas para la inclusión social y el desarrollo con identidad de los pueblos originarios del Perú. Office of the First Lady of the Nation. Lima, November 30, 2004.
- Karp de Toledo, Eliane; Lema Tucker, Linda (eds.): El Tema Indígena en Debate. Aportes para la Reforma Constitucional. Presented in the Congress of the Republic of Peru. Office of the First Lady of the Nation. Lima, April 2003.
- Karp de Toledo, Eliane: Hacia una nueva Nación, Kay Pachamanta. Office of the First Lady of the Nation. Lima, July 2002. Second Edition, October 2002. Third Edition, June 2003.